# ロランダス・パクサス
ロランダス・パクサス（Rolandas Paksas : [rɔˈɫɐ̂ˑndɐs ˈpaːksɐs] ( 音声ファイル)、1956年6月10日 - ）は、リトアニアの政治家。元大統領（在任: 2003年 - 2004年）、同国元首相（在任: 1999年、2000年 - 2001年）、元ヴィリニュス市長（在任: 1997年 - 1999年、2000年 - 2001年）、元欧州議会議員（在任: 2009年 - 2019年）。

## 来歴
1956年、リトアニア北部のテルシェイに生まれる。1984年、レニングラード民間航空アカデミーを卒業する。以後、パイロット、会社社長を経て、政治家となった。
政治家としては、元々リトアニア共産党員であった経緯から、リトアニアの独立回復後も継承政党のリトアニア民主労働党に所属していた。しかしパクサス自身は保守を自認していたことから、1995年、民主労働党を離党。1997年、祖国同盟からヴィリニュス市議会選挙に立候補し当選、市長に選ばれる。
1999年6月、リトアニア首相に選出される。しかし、同年10月外資導入をめぐる閣内不統一で総辞職する。1999年12月、リトアニア自由連合に移り、代表に就任。再度ヴィリニュス市長に就任したのち、2000年10月再び首相となり内閣を組閣する。
2002年、政策の不一致により自由連合を離れ、自由民主党（2006年に秩序と正義と改名）を結党して党首となった。2002年12月に自由民主党から大統領選挙に立候補、2003年1月の決選投票で現職のヴァルダス・アダムクスを破り当選する。
しかし、2003年10月には、ロシアの国際犯罪組織と大統領との癒着を指摘するスキャンダルが起こった。2004年3月には、リトアニア憲法裁判所が国家機密保持などに関する大統領の行為を違憲と判断した。同年4月にリトアニア議会が大統領弾劾を可決し、パクサスは大統領の辞任に追い込まれた。また、この弾劾により、国会議員選挙への立候補が生涯禁じられることとなった。なお、2011年に入り欧州人権裁判所がこれを違法とする判決を下した。
パクサスはその後も自由民主党の党首を務め、2009年、欧州議会議員選挙を経て欧州議会議員に選出された。
2018年5月、秩序と正義所属のペトラス・グラジュリス国会議員とともに市民運動「私は民族を叫ぶ（Šaukiu aš tautą）」を設立した。この名称はヴィータウタス・ケルナギスの歌のタイトルにちなむ。
2018年9月、秩序と正義を離党し無所属となったため、事実上大統領や議長に立候補することが出来なくなった。
2019年7月1日、2期10年務めた欧州議会議員を退任した。

## 人物
- 既婚者であり、2人の子供（インガ、ミンダウガス）がいる[3]。
- ソビエト連邦時代からアクロバット飛行の国家チームのメンバーであり、世界中でスタントパイロットとして活躍した[3]。